# 豐幌臨時乘降場

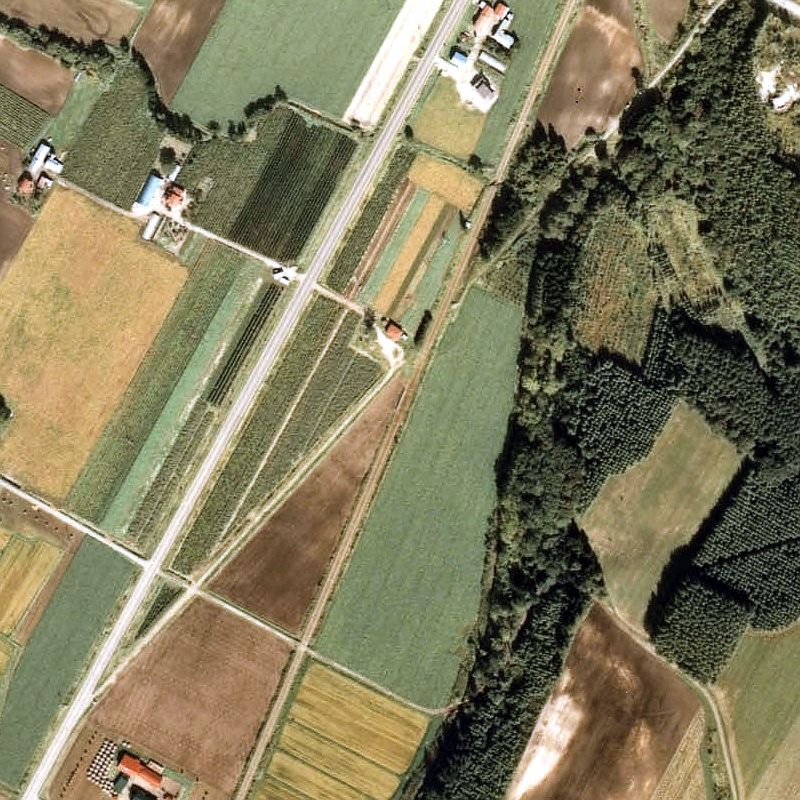
1977年的豐幌臨時乘降場與方圓約500米範圍。下方為北見相生方向。

豐幌臨時乘降場（日语：／ Toyohoro karijōkō-ba */?）是位於北海道網走郡美幌町字豐幌，日本國有鐵道（國鐵）的相生線臨時乘降場（廢站）。隨著相生線廢線，臨時乘降場在1985年（昭和60年）4月1日廢除。

## 車站構造
截至車站廢除前，車站是一座地面車站，設有1面1線的單式月台。

## 車站周邊
- 國道240號（日语：国道240号）
- 北海道北見巴士（日语：北海道北見バス）「豐幌42線」巴士站

## 歷史
- 1955年（昭和30年）8月20日 - 日本國有鐵道相生線豐幌臨時乘降場（局（日语：鉄道管理局）設定）啟用。
- 1985年（昭和60年）4月1日 - 相生線全線廢除，此站也廢除[1]。

## 現況
車站遺址建設了公民館。

## 相鄰車站
日本國有鐵道
相生線 
上美幌－豐幌臨時乘降場－活汲

## 注腳
1. 1 2  . 鐵道迷 (交友社). 1995-08, 35 (8): 57 （日语）.